# Someday My Prince Will Come
"Someday My Prince Will Come", svensk titel En dag är prinsen här, är en låt från Walt Disneys animerade film Snövit och de sju dvärgarna från 1937. Den skrevs av Larry Morey (text) och Frank Churchill (musik) och sjöngs ursprungligen av Adriana Caselotti (Snövits röst i filmen). Låten sjöngs även i teaterversionen från 1979. På AFIs lista 100 Years ... 100 Songs rankades den som den 19:e bästa filmlåten genom tiderna.

## Komposition
Frank Churchill, som anställts för att göra filmmusiken till Snövit och de sju dvärgarna, fick instruktioner av Walt Disney att skriva något "pittoreskt". Akkordstrukturen som ligger till grund för melodin har en atypisk kvalitet, vilket ledde till att den blev populär inom jazzcirklar. Efter att ha haft ett långt samarbete med Disney under flera år, dog han vid ett piano av en skottskada 1942, efter att ha hört att hans musik i Bambi varit monotont och ointressant.
Låten spelas först 57:40 in i filmen, när Snövit sjunger en godnattvisa för dvärgarna efter deras lilla fest. Den spelas även senare i filmen, när Snövit bakar en paj, och ännu en gång i en mer formell version, då prinsen tar med Snövit i slutet.

### Arv
American Film Institute listade sången på 19:e plats på sin lista över de 100 största låtarna i filmhistoria. Efter "When You Wish Upon A Star" från Pinocchio på nr 7, är detta den näst högst rankade låten från en Disneyfilm av fyra, med de andra två "Beauty and the Beast" från Skönheten och odjuret på plats 62 och "Hakuna Matata" från Lejonkungen på plats 99. Låten sjöngs som hastigast i sitcomen All in the Family från 1971 av Edith Bunker i avsnittet "Archie's Weighty Problem".

## Coverversioner i urval

### Jazzcovers
- Dave Brubeck - Dave Digs Disney (1957)[2]
- Stanley Clarke - Jazz in the Garden (2009)[3]
- Miles Davis - Someday My Prince Will Come (1961)
- Bill Evans - Portrait in Jazz (1959)
- Herbie Hancock - Piano (1978)
- Oscar Peterson och Milt Jackson - Reunion Blues (1971)
- Enrico Pieranunzi - Live in Paris (2001)

### Popcovers
- Ayumi Hamasaki - 2002 som "Someday My Prince Will Come". Aldrig släppt till försäljning[4], utan användes av Disney i en kampanjvideo för återutgivningen av Snövit och de sju dvärgarna i Japan.